# Саханицкий, Анатолий Викторович
Анато́лий Ви́кторович Сахани́цкий (30 января 1897, Малин, Житомирская область — 1977, Москва) — директор МИТ (тогда: НИИ-1) с 1946 года по 1947 год.

## Биография
Анатолий Викторович Саханицкий родился в 1897 г. в городе Малин Житомирской (тогда — Киевской) области в семье рабочего.
- 1927 год — окончил Московский институт инженеров транспорта.
  - Тогда же начал работать мастером, затем инженером на Мытищинском вагоностроительном заводе.
- Стал управляющим трестом «Теплопроект» Наркомата тяжёлой промышленности СССР
- Стал директором липецкого завода № 61,
- Стал директором тульского завода № 187 «Новая Тула»,
  - на заводе было организовано производство 37-мм миномётов,
- Стал начальником производственно-распорядительного отдела Наркомата боеприпасов СССР.
- 6 декабря 1941 года — назначен директором зеленодольского завода № 184 им. Серго,
  - завод специализировался на производстве боеприпасов для малокалиберных автоматических пушек.
- 1943 года — переведён в Новосибирск на должность директора комбината № 179:
  - крупнейшего производителя крупнокалиберных и реактивных снарядов.
  - Возглавляемому им коллективу комбината 20 раз присуждалось 1-е место во Всесоюзном социалистическом соревновании и вручалось переходящее Красной Знамя Государственного Комитета Обороны.
  - За выполнение заданий правительства по обеспечению фронта боеприпасами награждён двумя орденами Ленина, орденом Красной Звезды, орденом Трудового Красного Знамени, орденом Отечественной войны I степени.
- 18.11.1944 годы — присвоено звание генерал-майора инженерно-артиллерийской службы.
- 1946 год — А. В. Саханицкий был переведён в Министерство сельскохозяйственного машиностроения;
  - там он возглавил 6-е Главное управление, занимавшееся реактивными снарядами;
  - одновременно он был назначен начальником вновь созданного НИИ-1.
- 1946—1947 годы: директор Московского института теплотехники.

Анатолий Викторович Саханицкий скончался в 1977 году; похоронен на Кузьминском кладбище, Москва.

## Награды
- орден Ленина,
- орден Ленина,
- орден Красной Звезды,
- орден Трудового Красного Знамени,
- орден Отечественной войны I степени.
- Медаль «За победу над Германией в Великой Отечественной войне 1941–1945 гг.»[1].

## Цитаты
В апреле 1943 года на комбинат был назначен новый директор, Анатолий Викторович Саханицкий, деятельный и решительный, проработавший здесь до конца войны. Еще в марте 1943 года предприятие впервые выполнило производственный план, и в сентябре за достигнутые большие успехи по выпуску боеприпасов группа его рабочих и партработников была награждена орденами и медалями. А. В. Саханицкому в 1944 году присвоено звание генерал-майора инженерно-артиллерийской службы.
Беневоленская Надежда Павловна:
«А мама (Анна Ивановна Беневоленская) ведь была заврайздравом… на одной из сессий горисполкома она докладывает как депутат о силикозе. А в это время на завод Сибсельмаш приехал новый директор, генерал Саханицкий. Первое, что он сделал — он пошел на сессию горисполкома, послушать, что говорят о его заводе, какие проблемы в городе и где что ему схватить. И вот докладывает какая-то мадам — что хуже всего на комбинате №179. Силикоз в 14-м и 18-м цехах. И он говорит Кулагину — чтоб эта мадам завтра у меня начальником (мед)части была… А она девушка была решительная. Пришла на прием к Саханицкому, и говорит — рентгена нет, физио нет!»
«Мама чуть не пошла под суд за то, что уловками давала ослабленным рабочим дни отдыха от изнурительной работы, а тут ещё и добилась устройства на работу в медсанчасть спецпереселенки, немки Ирмы Фельде, которая была отличным рентгенологом. За это маму таскали в НКВД, и лишь заступничество директора комбината А. В. Саханицкого спасло её от гибели».